# Payung (Rajagaluh)
Payung is een bestuurslaag in het regentschap Majalengka van de provincie West-Java, Indonesië. Payung telt 4057 inwoners (volkstelling 2010).